# 托农莱班区
托农莱班区（法語：arrondissement de Thonon-les-Bains）是法国奥弗涅-罗讷-阿尔卑斯大区上萨瓦省所辖的一个区。总面积907.7平方公里，总人口149,084，人口密度164人/平方公里（2018年）。主要城镇为托农莱班。

## 辖区
托农莱班区辖有68个市镇。